# SN 1990L
SN 1990L – supernowa typu Ia odkryta 28 kwietnia 1990 roku w galaktyce M+04-37-10. W momencie odkrycia miała maksymalną jasność 17,50m.